# Zastupitelstvo Ústeckého kraje
Zastupitelstvo Ústeckého kraje je zastupitelstvem kraje, ve kterém dle zákona č. 129/2000 Sb. (zákon o krajích) zasedá 55 zastupitelů, jelikož Ústecký kraj má více než 600 000 obyvatel. Volební období zastupitelstva je čtyřleté. Zastupitelstvo se schází podle potřeby, minimálně však jedenkrát za 3 měsíce. Zastupitelstvo volí jedenáctičlennou krajskou radu.

## Současná rada Ústeckého kraje
| Portfej                | Člen rady         | Strana | Kompetence                                          |
| ---------------------- | ----------------- | ------ | --------------------------------------------------- |
| Hejtman                | Richard Brabec    | ANO    | transformace kraje, legislativa a zahraniční vztahy |
| 1. náměstkyně hejtmana | Jindra Zalabáková | ANO    | školství a sport                                    |
| Náměstek hejtmana      | Tomáš Kirbs       | ANO    | životní prostředí a rozvoj venkova                  |
| Náměstek hejtmana      | Jiří Kulhánek     | ODS    | sociální věci a bezpečnost                          |
| Člen rady              | Radim Laibl       | ANO    | zdravotnictví                                       |
| Člen rady              | Vlastimil Skála   | ANO    | regionální rozvoj, kultura a památková péče         |
| Člen rady              | Jiří Fedoriška    | ANO    | investice a majetek                                 |
| Člen rady              | Jiří Valenta      | ANO    | inovační centrum                                    |
| Člen rady              | Jan Růžička       | ODS    | finance                                             |
| Člen rady              | Marek Hrvol       | LS     | sociálně vyloučené lokality                         |
| Člen rady              | Tomáš Rieger      | ODS    | doprava                                             |

## Složení zastupitelstva 2024–2028
Krajské volby vyhrálo hnutí ANO. V krajské radě vytvořilo koalici s ODS a hnutím Lepší sever (ProMOST, Vaše Ústí, Nový Sever). Hejtmanem se stal Richard Brabec.
| Koalice (37) | Koalice (37)                            | Koalice (37)      | Opozice (18)                                   | Opozice (18)                | Opozice (18) | Opozice (18)       | Opozice (18)    |
| ANO · ANO · ANO · ANO · ANO · ANO · ANO · ANO · ANO · ANO · ANO · ANO · ANO · ANO · ANO · ANO · ANO · ANO · ANO · ANO · ANO · ANO · ANO · ANO · ANO · ANO | ODS · ODS · ODS · ODS · ODS · ODS · ODS | LS · LS · LS · LS | STAN · STAN · STAN · STAN · STAN · STAN · STAN | SPD · SPD · SPD · SPD · SPD | PRO          | KSČM · KSČM · KSČM | SOCDEM · SOCDEM |

## Složení zastupitelstva 2020–2024
Po volební porážce KSČM a ČSSD vyhrálo krajské volby hnutí ANO. Hnutí vytvořilo v krajské radě koalici s ODS a Spojenci pro kraj (TOP 09, Zelení, SNK ED, JsmePRO!). Hejtmanem se stal Jan Schiller.

### Výsledky voleb v roce 2020
| Získané hlasy                 | Získané hlasy                 | Získané hlasy | Získané hlasy | Získané hlasy |
| ----------------------------- | ----------------------------- | ------------- | ------------- | ------------- |
| strana                        |                               |               |               | %             |
| ANO                           | ANO                           |               | 25,9          | 25,9          |
| ODS                           | ODS                           |               | 12,4          | 12,4          |
| STAN                          | STAN                          |               | 11,2          | 11,2          |
| Piráti                        | Piráti                        |               | 10,1          | 10,1          |
| SPD                           | SPD                           |               | 8,9           | 8,9           |
| KSČM                          | KSČM                          |               | 6,3           | 6,3           |
| TOP 09+Zelení+SNK ED+JsmePRO! | TOP 09+Zelení+SNK ED+JsmePRO! |               | 6,1           | 6,1           |
| ProMOST+UFO                   | ProMOST+UFO                   |               | 6,0           | 6,0           |

| Strana / koalice | Strana / koalice                  | Strana / koalice                  | Hlasy  | Hlasy   | Hlasy  | Mandáty | Mandáty | Volební lídr          |
| Strana / koalice | Strana / koalice                  | Strana / koalice                  | Počet  | %       | +/−    | Počet   | +/−     | Volební lídr          |
| ---------------- | --------------------------------- | --------------------------------- | ------ | ------- | ------ | ------- | ------- | --------------------- |
|                  | ANO 2011                          | ANO 2011                          | 51 746 | 25,88 % | ▲ 2,6% | 17      | ▼ 3     | Jan Schiller (ANO)    |
|                  | Občanská demokratická strana      | Občanská demokratická strana      | 24 739 | 12,37 % | ▲ 3,8% | 8       | ▲ 1     | Jiří Kulhánek (ODS)   |
|                  | Starostové a nezávislí            | Starostové a nezávislí            | 22 339 | 11,17 % | ▲ 7,1% | 7       | ▲ 7     | Filip Ušák (STAN)     |
|                  | Česká pirátská strana             | Česká pirátská strana             | 20 173 | 10,09 % | ▲ 5,7% | 6       | ▲ 6     | Karel Karika (Piráti) |
|                  | Svoboda a přímá demokracie        | Svoboda a přímá demokracie        | 17 874 | 8,94 %  | ▲ 2,9% | 5       | ▬ 0     | Zdeněk Kettner (SPD)  |
|                  | Komunistická strana Čech a Moravy | Komunistická strana Čech a Moravy | 15 522 | 6,26 %  | ▼ 9,6% | 4       | ▼ 9     | Radek Černý (KSČM)    |
|                  | Spojenci pro kraj                 | Spojenci pro kraj                 | 12 220 | 6,11 %  | ▲ 2,2% | 4       | ▲ 4     | Jiří Řehák (JsmePRO!) |
|                  | TOP 09                            | 1                                 | 12 220 | 6,11 %  | ▲ 2,2% | +1      |         | Jiří Řehák (JsmePRO!) |
|                  | Strana zelených                   | 1                                 | 12 220 | 6,11 %  | ▲ 2,2% | +1      |         | Jiří Řehák (JsmePRO!) |
|                  | SNK Evropští demokraté            | 1                                 | 12 220 | 6,11 %  | ▲ 2,2% | +1      |         | Jiří Řehák (JsmePRO!) |
|                  | JsmePRO!                          | 1                                 | 12 220 | 6,11 %  | ▲ 2,2% | +1      |         | Jiří Řehák (JsmePRO!) |
|                  | Lepší sever                       | Lepší sever                       | 11 953 | 5,97 %  | ▲ 2,2% | 4       | ▲ 4     | Martin Klika (UFO)    |
|                  | ProMOST                           | 2                                 | 11 953 | 5,97 %  | ▲ 2,2% | +2      |         | Martin Klika (UFO)    |
|                  | Ústecké fórum občanů              | 2                                 | 11 953 | 5,97 %  | ▲ 2,2% | +2      |         | Martin Klika (UFO)    |

## Složení zastupitelstva 2016–2020
Hnutí ANO vyhrálo se ziskem 23,24 % hlasů a 20 mandátů. Dosavadní členové krajské koalice KSČM a ČSSD ztratily dosavadní nadpoloviční počet mandátů, ODS obhájila všech 7 mandátů a do zastupitelstva zasedlo nově 5 zástupců koalice SPD a SPO. Naopak se do zastupitelstva nedostala koalice PRO! kraj a nekandidovalo ani hnutí Severočeši.cz, jehož zmocněnkyně nechala týden před volbami odvolat kompletní kandidátku.
Ve hře byly dvě varianty krajské koalice. První, ANO a KSČM, by zajišťovala pohodlnou většinu 33 křesel. Druhá, KSČM, ČSSD, SPD a SPO, by dala dohromady těsnou většinu 28 mandátů. Po měsíci vyjednávání se krajský výbor KSČM rozhodl pro „křehčí“ variantu s ČSSD, SPD a SPO.
KSČM má v jedenáctičlenné radě šest zástupců, ČSSD čtyři a koalice SPD a SPO jednoho. Hejtmanem byl na ustavující schůzi podruhé zvolen Oldřich Bubeníček. Místo statutárního zástupce získala ČSSD.

### Výsledky voleb v roce 2016
| # | Strany a koalice | Výsledek (procenta/PM)   | Trend | Volební lídr             |
| - | --- | ------------------------ | ----- | ------------------------ |
|   | ANO 2011 | 23,24 % / 20 zastupitelů | ▲+20  | Petr Urbánek (ANO)       |
|   | Komunistická strana Čech a Moravy | 15,82 % / 13 zastupitelů | ▼-7   | Oldřich Bubeníček (KSČM) |
|   | Česká strana sociálně demokratická | 11,90 % / 10 zastupitelů | ▼-3   | Jaroslav Foldyna (ČSSD)  |
|   | Občanská demokratická strana | 8,54 % / 7 zastupitelů   | ▬ 0   | Jiří Kulhánek (ODS)      |
|   | Koalice Svoboda a přímá demokracie - Tomio Okamura (SPD) a Strana Práv Občanů - Svoboda a přímá demokracie - Tomio Okamura (SPD) - Strana Práv Občanů | 6,07 % / 5 zastupitelů   | ▲+5   | Petr Šmíd (SPO)          |

## Složení zastupitelstva 2012–2016
Volby vyhrála s velkým náskokem KSČM. ODS i ČSSD prudce oslabily. Ačkoliv průzkum ukazoval dobrý výsledek pro TOP 09, ta se nakonec do zastupitelstva nedostala. Koalice PRO! kraj (KDU-ČSL, SZ a HNHRM) bylo úspěšnější a do zastupitelstva zasedlo. Hnutí Severočeši.cz posílilo o jeden mandát, ale s KSČM se na společném vládnutí nedohodlo.
Nakonec vznikla krajská koalice KSČM a ČSSD a Oldřich Bubeníček se stal prvním hejtmanem za KSČM od vzniku krajů. ODS a PRO! kraj zůstaly v opozici.

### Výsledky voleb v roce 2012
| # | Strany a koalice                   | Výsledek (procenta/PM)   | Trend |
| - | ---------------------------------- | ------------------------ | ----- |
|   | Komunistická strana Čech a Moravy  | 25,26 % / 20 zastupitelů | ▲+8   |
|   | Česká strana sociálně demokratická | 16,13 % / 13 zastupitelů | ▼-22  |
|   | Severočeši.cz                      | 12,02 % / 9 zastupitelů  | ▲+1   |
|   | Občanská demokratická strana       | 9,68 % / 7 zastupitelů   | ▼-6   |
|   | PRO! kraj (KDU-ČSL, SZ a HNHRM)    | 8,15 % / 6 zastupitelů   | ▲+6   |

## Složení zastupitelstva 2008–2012
Po volbách pokračovala široká koalice ČSSD a ODS. Hejtmankou se stala Jana Vaňhová z ČSSD. Volební účast v kraji byla 37 %.

### Výsledky voleb v roce 2008
| # | Strany a koalice                   | Výsledek (procenta/PM)   | Trend |
| - | ---------------------------------- | ------------------------ | ----- |
|   | Česká strana sociálně demokratická | 32,78 % / 22 zastupitelů | ▲+12  |
|   | Občanská demokratická strana       | 20,57 % / 13 zastupitelů | ▼-15  |
|   | Komunistická strana Čech a Moravy  | 18,39 % / 12 zastupitelů | ▼-5   |
|   | Severočeši.cz                      | 13,20 % / 8 zastupitelů  | ▲+8   |

## Složení zastupitelstva 2004–2008
ODS získala ve volbách nadpoloviční většinu křesel v zastupitelstvu a mohla složit krajskou radu sama. Její zástupci se nakonec rozhodli pro pokračování koalice s ČSSD. Hejtmanem zůstal Jiří Šulc z ODS. Volební účast v kraji byla 25 %.

### Výsledky voleb v roce 2004
| # | Strany a koalice                   | Výsledek (procenta/PM)   | Trend |
| - | ---------------------------------- | ------------------------ | ----- |
|   | Občanská demokratická strana       | 39,64 % / 28 zastupitelů | ▲+11  |
|   | Komunistická strana Čech a Moravy  | 25,26 % / 17 zastupitelů | ▼-1   |
|   | Česká strana sociálně demokratická | 15,29 % / 10 zastupitelů | ▼-1   |

## Složení zastupitelstva 2000–2004
Jako v jediném kraji se podařilo v Ústeckém kraji zvítězit KSČM, a to těsně před ODS. Vládní koalice byla ale složena bez zástupců KSČM – do rady kraje zasedli zástupci ODS a ČSSD. Hejtmanem se stal Jiří Šulc z ODS. Volební účast v kraji byla 30 %.

### Výsledky voleb v roce 2000
| # | Strany a koalice                   | Výsledek (procenta/PM)   | Trend |
| - | ---------------------------------- | ------------------------ | ----- |
|   | Komunistická strana Čech a Moravy  | 28,22 % / 18 zastupitelů | ▲+18  |
|   | Občanská demokratická strana       | 26,75 % / 17 zastupitelů | ▲+17  |
|   | Česká strana sociálně demokratická | 17,24 % / 11 zastupitelů | ▲+11  |
|   | Čtyřkoalice                        | 13,73 % / 9 zastupitelů  | ▲+9   |

## Volební historie

#### Volby 2000
| 18   | 11   | 3       | 1   | 1   | 4  | 17  |
| KSČM | ČSSD | KDU-ČSL | DEU | ODA | US | ODS |

#### Volby 2004
| 17   | 10   | 28  |
| KSČM | ČSSD | ODS |

#### Volby 2008
| 12   | 22   | 8    | 13  |
| KSČM | ČSSD | S.cz | ODS |

#### Volby 2012
| 20   | 13   | 9    | 4  | 2     | 7   |
| KSČM | ČSSD | S.cz | SZ | HNHRM | ODS |

#### Volby 2016
| 13   | 3   | 10   | 20  | 7   | 2   |
| KSČM | SPO | ČSSD | ANO | ODS | SPD |

#### Volby 2020
| 4    | 17  | 6      | 2   | 2       | 7    | 1      | 1     | 1   | 1   | 8   | 5   |
| KSČM | ANO | Piráti | UFO | ProMOST | STAN | Zelení | jPRO! | SNK | TOP | ODS | SPD |

#### Volby 2024
| 3    | 2      | 26  | 7    | 4  | 7   | 5   | 1        |
| KSČM | SOCDEM | ANO | STAN | LS | ODS | SPD | PRO 2022 |